# Station Neubrandenburg
Station Neubrandenburg is een spoorwegstation in de Duitse stad Neubrandenburg. Het station werd eind 1864 geopend. Het staat direct ten noorden van het stadscentrum en ligt aan de als ring om het centrum lopende Bundesstraße 104.
Het stationsgebouw staat onder monumentenzorg. De perrons zijn bereikbaar via een tunneltje en, vanaf het busstation er vlakbij, via een voetgangersbrug.

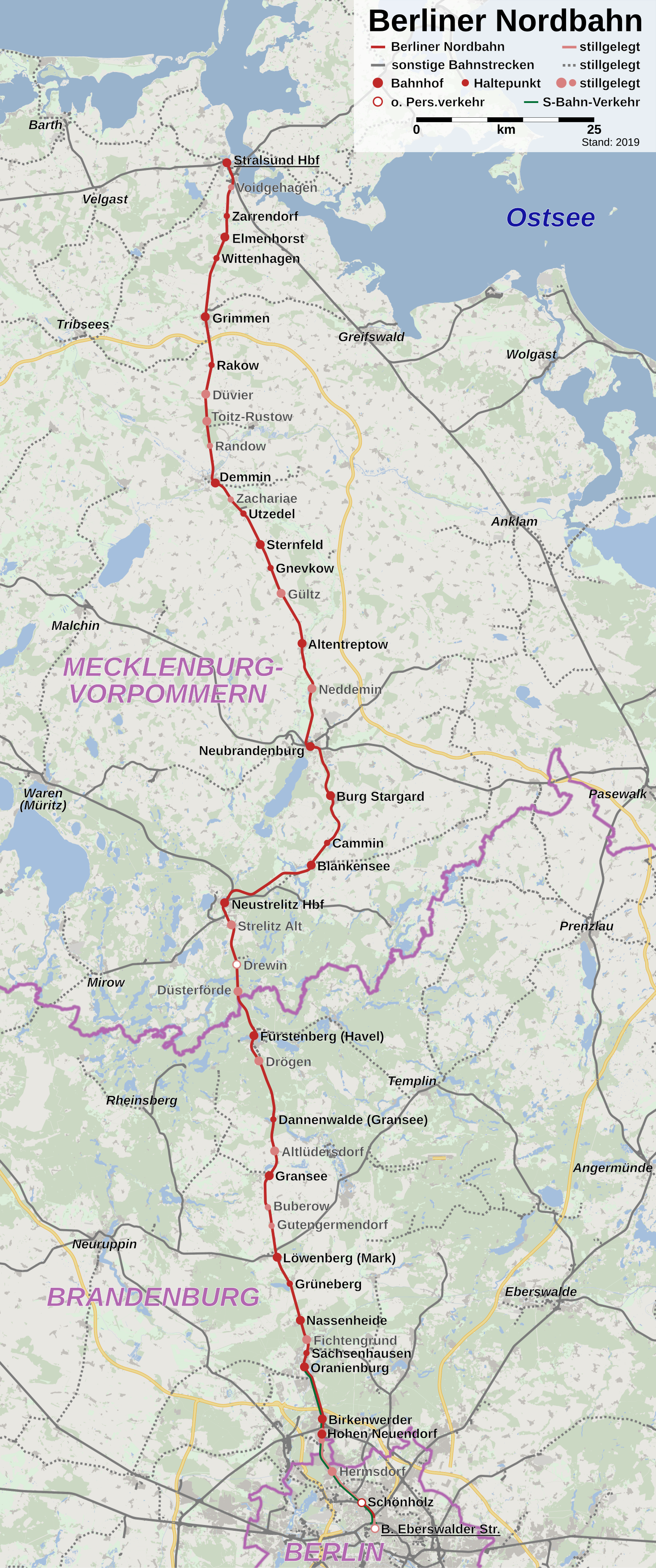
Kaart Berliner Nordbahn
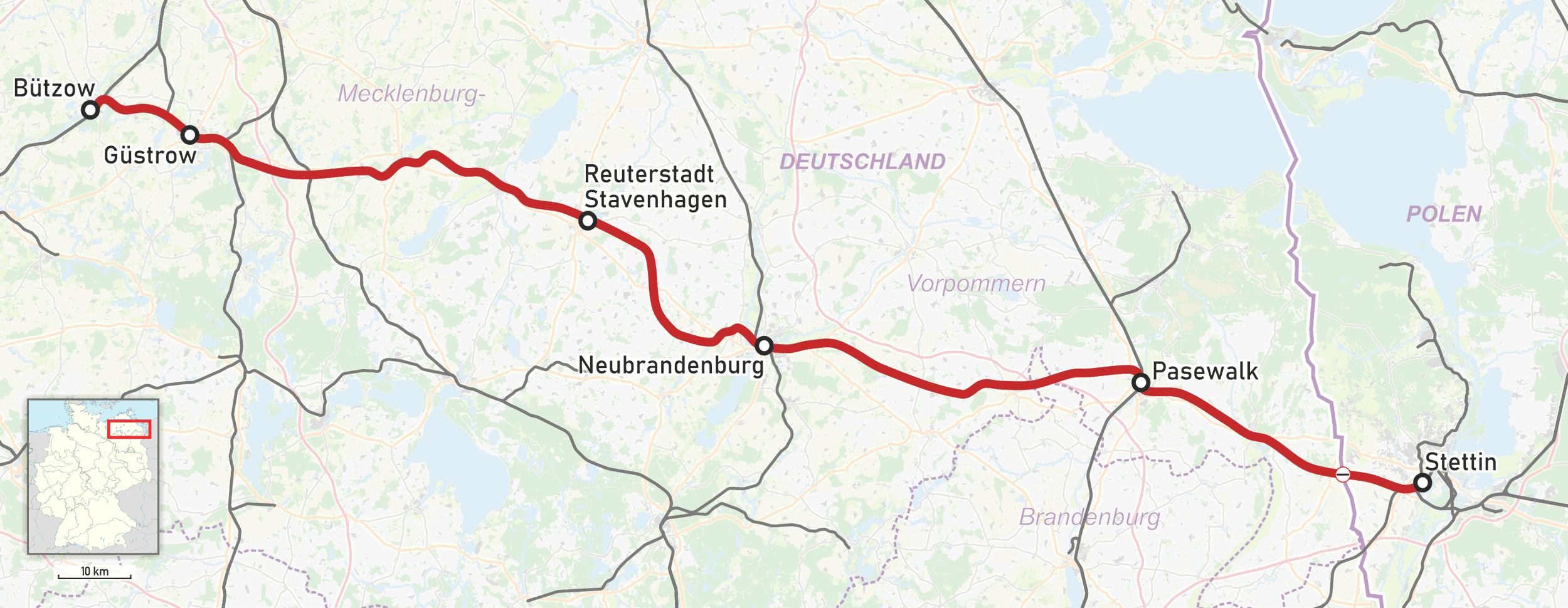
Kaart spoorlijn Bützow-Stettin

Het station ligt aan drie spoorlijnen: 
- De lijn Berlijn-Stralsund of Berliner Nordbahn, 89 km ten zuiden van Stralsund en 134 km ten noorden van Station Berlin Südkreuz. Reizigers vanuit Neubrandenburg met bestemming Berlijn moeten in veel gevallen te Neustrelitz overstappen.
- De lijn van Station Bützow via het 101 km ten oosten hiervan gelegen station Neubrandenburg, het 35 km oostwaarts gelegen Strasburg (Uckermark)[1] en Pasewalk, naar Station Szczecin Główny te Stettin in Polen.
- Een ongeveer 6 km lang goederenspoorlijntje naar de buitenwijken en industrieterreinen aan de noordkant van Neubrandenburg; dit is het restant van een 26 km lang lijntje tussen Station Neubrandenburg en het station van Friedland.  In 1884 werd deze lijn geopend, en in januari 1994 voor passagiersvervoer gesloten. De lijn, die ook dicht bij de luchthaven Neubrandenburg liep, in de tijd dat deze nog een militair vliegveld was, is na 1995 enkele keren verlegd, opgeknapt en aangepast. Sedert 2023 rijden er regelmatig goederentreinen overheen.

Op beide eerste lijnen rijden niet vaker dan één keer per uur, vaak zelfs slechts eens per twee uur, passagierstreinen.
Op het lijntje Neubrandenburg-Friedland gebeurde door een misverstand tussen spoorwegmedewerkers in november 1985 een frontale treinbotsing. Dit ongeluk kostte drie mensen het leven, en er raakten 21 mensen gewond.